# あんさんぶるスターズ! ユニットソングCD 3rdシーズン
「あんさんぶるスターズ! ユニットソングCD 3rdシーズン」（あんさんぶるスターズ ユニットソングシーディー サードシーズン）は、2017年8月9日からリリースされているキャラクターソングCDシリーズ。

## 概要
Happy Elementsが提供する携帯電話ゲーム「あんさんぶるスターズ!」のキャラクターソングシリーズ第3弾。発売元はフロンティアワークス、Happy Elements。
ユニット用新曲2曲を収録。ただしVol.02・06にはゲーム内に登場した越境ユニット用の新曲をさらに1曲収録している。

## Vol.01 流星隊
2017年8月9日発売。「流星隊」の3rdシングル。
収録曲
1. SUPER NOVA REVOLU5TAR
作詞：松井洋平、作曲：白戸佑輔、編曲：酒井拓也（Arte Refact）
2. GROWING STARRY DAYS
作詞：こだまさおり、作曲：藤末樹、編曲：EFFY
3. SUPER NOVA REVOLU5TAR（カラオケVer.）
4. GROWING STARRY DAYS（カラオケVer.）

## Vol.02 Knights
2017年8月9日発売。「Knights」の3rdシングル。レオが結成した臨時ユニット「ナイトキラーズ」の楽曲も収録。
収録曲
1. Article of Faith
作詞：松井洋平、作曲・編曲：日比野裕史
2. Knights the Phantom Thief
作詞：こだまさおり、作曲：光増ハジメ、編曲：脇眞富（Arte Refact）
3. Crush of Judgment
歌：ナイトキラーズ[メンバー 3]
作詞：Mio Aoyama、作曲・編曲：加藤裕介
4. Article of Faith（カラオケVer.）
5. Knights the Phantom Thief（カラオケVer.）
6. Crush of Judgment（カラオケVer.）

## Vol.03 fine
2017年9月6日発売。「fine」の3rdシングル。
収録曲
1. Miracle Dream Traveler
作詞：こだまさおり、作曲：渡辺翔、編曲：渡辺和紀
2. Tryst of Stars
作詞：松井洋平、作曲・編曲：石倉誉之＆藤井亮太
3. Miracle Dream Traveler（カラオケVer.）
4. Tryst of Stars（カラオケVer.）

## Vol.04 Valkyrie
2017年9月6日発売。「Valkyrie」の2ndシングル。
収録曲
1. 礼賛歌
作詞：松井洋平、作曲・編曲：奥井康介
2. Last Lament
作詞：こだまさおり、作曲：小高光太郎＆UiNA、編曲：小高光太郎
3. 礼賛歌（カラオケVer.）
4. Last Lament（カラオケVer.）

## Vol.05 2wink
2017年10月4日発売。「2wink」の3rdシングル。
収録曲
1. TRICK with TREAT!!（with UNDEAD）
コーラス：UNDEAD[メンバー 7]
作詞：松井洋平、作曲：桑原聖（Arte Refact）、編曲：酒井拓也（Arte Refact）、矢鴇つかさ（Arte Refact）
2. WONDER WONDER TOY LAND
作詞：こだまさおり、作曲・編曲：陶山隼
3. TRICK with TREAT!!（カラオケVer.）
4. WONDER WONDER TOY LAND（カラオケVer.）

## Vol.06 UNDEAD
2017年10月4日発売。「UNDEAD」の3rdシングル。零が以前に結成していたユニット「デッドマンズ」の楽曲も収録。
収録曲
1. Gate of the Abyss
作詞：松井洋平、作曲：桑原聖（Arte Refact）、編曲：山本恭平（Arte Refact）
2. Break the Prison
作詞：こだまさおり、作曲・編曲：太田雅友（SCREEN mode）
3. Death Game Holic
歌：デッドマンズ[メンバー 8]
作詞：hotaru（TaWaRa）、作曲：Tom-H@ck（TaWaRa）、編曲：KanadeYUK（TaWaRa）
4. Gate of the Abyss（カラオケVer.）
5. Break the Prison（カラオケVer.）
6. Death Game Holic（カラオケVer.）

## Vol.07 Ra*bits
2017年11月8日発売。「Ra*bits」の3rdシングル。
収録曲
1. Milky Starry Charm
作詞：松井洋平、作曲：北川勝利、編曲：北川勝利＆acane_madder
2. Dream Collection
作詞・作曲：金子麻友美、編曲：久下真音
3. Milky Starry Charm（カラオケVer.）
4. Dream Collection（カラオケVer.）

## Vol.08 紅月
2017年11月8日発売。「紅月」の3rdシングル。
収録曲
1. 剣戟の舞
作詞：坂井竜二、作曲・編曲：中土智博（APDREAM）
2. 祭夜絵巻
作詞：松井洋平、作曲・編曲：ヒゲドライバー
3. 剣戟の舞（カラオケVer.）
4. 祭夜絵巻（カラオケVer.）

## Vol.09 Switch
2017年12月6日発売。「Switch」の2ndシングル。
収録曲
1. イースター・カーニバル
作詞：松井洋平、作編曲：佐藤純一（fhána）
2. Galaxy Destiny
作詞：こだまさおり、作曲・編曲：y0c1e
3. イースター・カーニバル（カラオケVer.）
4. Galaxy Destiny（カラオケVer.）

## Vol.10 Trickstar
2017年12月6日発売。「Trickstar」の3rdシングル。氷鷹北斗の担当声優が前野智昭に変更されてから初のシングルとなる。
収録曲
1. BREAKTHROUGH!
作詞：松井洋平、作曲：KOUGA＆中村佳紀、編曲：中村佳紀＆KOUGA
2. DIAMOND SUMMER
作詞：こだまさおり、作曲・編曲：齋藤真也
3. BREAKTHROUGH!（カラオケVer.）
4. DIAMOND SUMMER（カラオケVer.）

## Vol.11 MaM
2018年1月10日発売。三毛縞斑のソロユニット「MaM」のデビューCD。
収録曲
1. Blooming World
作詞：こだまさおり、作曲・編曲：本間昭光（bluesofa）
2. Festive!
作詞：RUCCA、作曲・編曲：NAOKI-T
3. Blooming World（カラオケVer.）
4. Festive!（カラオケVer.）

### ユニットメンバー
1. 1 2  守沢千秋（帆世雄一）、南雲鉄虎（中島ヨシキ）、高峯翠（渡辺拓海）、仙石忍（新田杏樹）、深海奏汰（西山宏太朗）
2. 1 2  月永レオ（浅沼晋太郎）、朱桜司（土田玲央）、朔間凛月（山下大輝）、鳴上嵐（北村諒）、瀬名泉（伊藤マサミ）
3. ↑  月永レオ（浅沼晋太郎）、仁兎なずな（米内佑希）、鬼龍紅郎（神尾晋一郎）、天祥院英智（緑川光）
4. 1 2  天祥院英智（緑川光）、姫宮桃李（村瀬歩）、伏見弓弦（橋本晃太朗）、日々樹渉（江口拓也）
5. 1 2  斎宮宗（高橋広樹）、影片みか（大須賀純）
6. 1 2  葵ひなた&葵ゆうた（斉藤壮馬）
7. 1 2 3  朔間零（増田俊樹）、乙狩アドニス（羽多野渉）、大神晃牙（小野友樹）、羽風薫（細貝圭）
8. ↑  朔間零（増田俊樹）、大神晃牙（小野友樹）、蓮巳敬人（梅原裕一郎）
9. 1 2  仁兎なずな（米内佑希）、紫之創（高坂知也）、真白友也（比留間俊哉）、天満光（池田純矢）
10. 1 2  蓮巳敬人（梅原裕一郎）、鬼龍紅郎（神尾晋一郎）、神崎颯馬（神永圭佑）
11. 1 2  逆先夏目（野島健児）、青葉つむぎ（石川界人）、春川宙（山本和臣）
12. 1 2  氷鷹北斗（前野智昭）、明星スバル（柿原徹也）、遊木真（森久保祥太郎）、衣更真緒（梶裕貴）